# Acacia ayersiana
Espèce
Classification phylogénétique
Acacia ayersiana est une espèce de plantes à fleurs de la famille des Mimosaceae selon la classification classique, ou à celle des Fabaceae selon la classification phylogénétique. C'est un arbuste ou un arbre qui pousse dans les régions sèches d'Australie. 

## Description
Cet acacia est un buisson ou un arbre atteignant jusqu'à 10 mètres de haut. Les phyllodes sont vert-bleu. Les fleurs, jaunes, sont présentes de septembre à octobre.

## Variétés
Il en existe deux variétés:
- Acacia ayersiana var. ayersiana
- Acacia ayersiana var. latifolia

## Répartition et habitat
Il est largement distribué dans les sonres arides ou semi-arides de l'Australie comme l'Australie-Occidentale, l'Australie-Méridionale et le sud du Territoire du Nord. 
On le trouve le long des cours d'eau et dans les dunes.